# Bannborg
Die Bannborg (auch Bonnborg und Borgstädt) ist eine abgetragene mittelalterliche Burg in der südlichen Delvenauniederung.

## Lage
Die Burgstelle befindet sich zwei Kilometer westlich von Nostorf, ungefähr 200 Meter östlich der Delvenau in einem nach 1850 trockengelegten Sumpfgebiet. Die quadratisch angelegte Burg mit abgerundeten Ecken war durch zwei vorgelagerte Gräben, einen Wall, einen weiteren Graben und noch einen Wall geschützt. Dieser innere Wall maß ungefähr 37 mal 37 Meter und umschloss damit eine im Vergleich zu den Außenanlagen ungewöhnlich kleine Fläche. Das Kastell verfügte nur über einen Eingang und die Wälle waren zumindest teilweise mit vor Ort nicht verfügbaren Felssteinen (Findlingen) verstärkt worden. Die Luftbildaufnahme vermittelt den Eindruck eines kreisrunden Außengrabens mit einem Durchmesser von immerhin 200 Metern. Im Gelände lassen Höhenunterschiede von einem Meter und mehr sowie Schilfgürtel den Verlauf von Wällen und Gräben erahnen.

## Geschichte
Die Burg war offenbar zu unbedeutend, als dass sie in den mittelalterlichen Quellen Erwähnung gefunden hätte. Als Beltz den Platz Anfang des 20. Jahrhunderts aufsuchte, waren die Burgwälle von den umliegenden Bauern zur Gewinnung von Baumaterial bereits stark abgetragen. Trotzdem war der Toreinschnitt im äußeren Wall noch gut zu erkennen. Beltz stufte das Bauwerk aufgrund seiner Lage am Limes Saxoniae als Grenzburg ein, vermutete jedoch gleichwohl eine Nutzung erst zwischen 1200 und 1300. Bastian ging ebenfalls von einer Grenzburg, mindestens jedoch von einem Turmhügel aus.
Eine örtliche Sage berichtet, dass ein Mann namens Jark die Burg den Feinden verriet, als die Gräben ohne Wasser waren. Die Burg habe drei Brüdern gehört: Dei hürte de Slotbarg von Boizenburg, de Bullbarg un de Bannborg.